# 奥田亮
奥田 亮（おくだ りょう、1986年12月26日 - ）は、プロレスのリングアナウンサー。ガルベス 奥田（ガルベス☆奥田）の名でも活動。

## 経歴
- 2013年、全日本プロレスのリングアナウンサーとしてデビュー。
- 2015年8月13日から全日本公式YOUTUBEチャンネルにて「週刊SUSHIチャンネル」を開始。SUSHIとともにMCを務める[3]。
- 2023年7月14日付けで全日本プロレスを退団[4][5]。
- 同年8月より、プロレスリング・ノアでのリングコールを担当する。

## 人物
- 高校生時代、学校の式典に来た小川直也に「キミ、面白いから吉本に入った方がいいよ」と言われた事がある。